# 沖津和輝
沖津 和輝（おきつ かずき、1995年7月25日 - ）は、日本の元俳優。神奈川県小田原市出身。俳優時代は劇団東俳に所属していた。

## 出演作品

### テレビドラマ
- 早海さんと呼ばれる日第8話（フジテレビ、2012年）
- ブラックボード〜時代と戦った教師たち〜（TBS、2012年4月7日）

| スタブアイコン | サブスタブ | この項目は、まだ閲覧者の調べものの参照としては役立たない、俳優（男優・女優）に関連した書きかけの項目です。この項目を加筆・訂正などしてくださる協力者を求めています（P:映画/PJ芸能人）。 |